# Paul Cerutti
Paul Cerutti (ur. 30 listopada 1910 w Monako, zm. 21 września 2000 tamże) – monakijski strzelec.
Brał udział w igrzyskach olimpijskich w 1972 i 1976. Zarówno w Monachium, jak i w Montrealu wystartował w trapie mieszanym. W 1972 zajął 45. miejsce z 171 punktami. Był najstarszym Monakijczykiem na tych igrzyskach. W 1976 zdobył 129 pkt, ale ostatecznie został zdyskwalifikowany. Na tych igrzyskach również był najstarszym Monakijczykiem. Jest najstarszym monakijskim olimpijczykiem (stan na 2015).